# 히가시시와촌
히가시시와촌(東志和村)은 히로시마현 가모군에 있던 촌이다. 현재의 히가시히로시마시에 해당한다.

## 역사
- 1889년 4월 1일 - 정촌제 시행에 의해 가모군 히가시시와촌이 성립하였다.
- 1955년 8월 1일 - 시와호리촌, 니시시와촌과 합병해 시와정이 신설되었다.

## 참고문헌
- 가도카와 일본 지명 대사전 34 広島県
- 『市町村名変遷辞典』東京堂出版、1990年。